# Manfredia guareschii
Manfredia guareschii är en mångfotingart som beskrevs av Manfredi 1950. Manfredia guareschii ingår i släktet Manfredia och familjen knöldubbelfotingar. Inga underarter finns listade i Catalogue of Life.